# 9月13日 (旧暦)
旧暦9月13日は、旧暦9月の13日目である。六曜は先負である。

## できごと
- 総章元年/文武王8年（ユリウス暦668年10月23日） - 唐・新羅軍が高句麗を滅ぼし朝鮮半島を統一
- 天正15年（グレゴリオ暦1587年10月14日） - 豊臣秀吉が大坂城から京都の聚楽第に移る
- 慶長5年（グレゴリオ暦1600年10月19日） − 石垣原の戦い
- 慶長14年（グレゴリオ暦1609年10月10日） - 前田利長が高岡城に入り、現在の富山県高岡市が開町される。

## 誕生日
- 享保18年（グレゴリオ暦1733年10月20日） - 杉田玄白、蘭方医（+ 1817年）

## 忌日
- 慶長5年（ユリウス暦1600年10月9日） - 吉弘統幸、武将（* 1564年）

## 記念日・年中行事
- 十三夜